# Changy, Marne
Changy är en kommun i departementet Marne i regionen Grand Est (tidigare regionen Champagne-Ardenne) i nordöstra Frankrike. Kommunen ligger i kantonen Heiltz-le-Maurupt som tillhör arrondissementet Vitry-le-François. År 2022 hade Changy 116 invånare.

## Befolkningsutveckling
Antalet invånare i kommunen Changy
| Referens: INSEE |